# Блисова библиотечка класификација
Блисова библиографска класификација је библиографски класификациони систем који је направио Хенри Е. Блис (1870-1955) и који је објављен у 4 тома између 1946. и 1953. године.
Основна идеја је била да библиотечка класификација треба да се организује у складу са методама рада научних и образовних установа. Блисова библиографска класификација је пример динамичне класификационе шеме. Може се користити у свим типовима библиотека и различитим информационим сервисима.

## Настанак
Формирању Блисове класификације претходио је чланак из 1910. године и дуги низ година теоријске разраде саме идеје. Блис је за своју класификацију одабрао поредак прилагођен „универзалном реду природе“. Упоредо са теоријском разрадом принципа, почео је да развија систем и у пракси, у библиотеци Њујоршког колеџа. Године 1935. шему система је објавио издавач Х. В. Вилсон. Друго издање је изашло годину дана након првог. Од 1940. до 1953. године појавило се прво потпуно издање у 4 тома.
Коначан систем сачињавају:
- Увод, претходне таблице, систематске таблице и групе А-Г
- Друштвене науке са уводом, индексом и групама Х-К
- Специјалне друштвене науке, историја народа и нација, религије, етика, специјална друштвена изучавања, језици, књижевност, библиографије, библиотеке и групе Л-3

### Развој система
Када је шема прихваћена као најпогоднија за организацију нове библиотеке Лондонског колеџа 1975. године, тада је изашло друго издање комплетне шеме. Ревизију система је радио Ј. Милс, а велику помоћ су му пружиле Валерија Ланг и Ванда Броугхтон. Да би систем прихватиле и мање библиотеке, Удружење школских библиотека у Великој Британији објавило је скраћено издање ове класификације 1967. године. Ревизије се објављују у билтенима, а први билтен је објавио сам Блис 1954. године.
Године 1967. се формира удружење - Bliss classification association. To је главно тело које повезује све кориснике овог система и одржава га савременим.

## Примена
Када је настао, систем се користио у библиотеци Њујоршког колеџа и у једној стручној библиотеци. Сада се користи у скоро 90 научних, академских, јавних и специјалних библиотека. То су углавном библиотеке у Великој Британији и земљама Комонвелта. Тешко је утврдити тачан број корисника јер нису сви чланови удружења.

## Структура

### Области
1. Филозофија, логика, математика
2. Природне науке (физика и хемија)
3. Астрономски системи и тела(земља)
4. Биолошке науке(ботаника и зоологија)
5. Човек: Науке и истраживања о човеку
6. Физичка антропологија (у најширем смислу)
7. Друштвена антропологија( у најширем смислу)
8. Друштвене науке
9. Уметности

### Подобласти
- А Филозофија и опште науке(укључујући логику, математику, статистику)
- B Физика (укључујући специјалне физичке технологије)
- C Хемија (са минералогијом, хемијском технологијом)
- D Астрономија, геологија, географија (општа и физичка)
- Е Биологија (са палеонтологијом и биогеографијом)
- F Ботаника (са бактериологијом)
- G Зоологија (са зоогеографијом и економском зоологијом)
- H Антропологија (општа и физичка) (укључујући медицину, хигијену, физички тренинг, рекреацију)
- I Психологија( са психијатријом)
- Ј Образовање
- К Друштвене науке: Социологија, антропогеографија, етнологија
- L-O Друштвене- политичка историја
- М Европа
- N-Америка
- О Аустралија, Азија, Африка
- P Религија, теологија, етика
- Q Примењене друштвене науке
- R Политичке науке
- S Право
- Т Економија
- U Уметност(општа), примењена уметност
- V Лепе уметности. Забава
- W-Y Филологија: језици и књижевност
- W Неиндоевропски
- X Индоевропски
- Y Енглески
- Z Библиотекарство, библиографија, библиотеке

### Типови публикација
1. Приручници(речници, енциклопедије, индекси, џепна издања, атласи)
2. Библиографије(историјске, енумеративне, селективне, изводи)
3. Историја(књиге о предмету, студије, историје друштва); алтернатива су публикације која се налазе под бројем 8
4. Библиографије-алтернатива публикације која се налази под бројем 9
5. Документи, помоћни материјал(публикације институција, друштава, конгреса, удружења, комитета); помоћни илустративни материјал(фотографије, снимци, филмови, микрофилмови, каталози, изложбе, иконографије, мапе); алтернатива су публикације које се налазе под бројевима 7 или 6
6. Периодика, серијске публикације
7. Збирке, сабрана и одабрана дела писаца, есеји, предавања, фрагменти дела, прегледи(одабрани и систематизовани); алтернатива су публикације које се налазе под бројем 9
8. Студије о предметима(историја, историјски третман предмета)
9. Старе, ретке књиге и други материјали

Блис је предвидео систем помоћних таблица на основу садржаја, географске ознаке, језика, форме и на основу гледишта.

## Алтернативно место предмета у фонду
Блис је утврдио да неки предмети имају два или више могућих места, тако да је, попут Чарлс Катера (енгл. Charles Ammi Cutter) и његове Експазивне класификације (eнгл. Expansive Classification), предвидео могућност њиховог алтернативног смештаја. На пример: библиотекарство и библиографија могу бити у групи Z или у групи Ј као део образовања, а могу бити третирани и као општи материјал. Када библиотека одабере једно од алтернативних места, треба тога и да се придржава јер би у супротном дошло до раздвајања материјала исте врсте.

## Значај
Блисова класификација је пример ненумеричке поделе научних области, али пошто се појавила прилично касно, није могла озбиљније да угрози Дјуиеву децималну класификацију и Универзалну децималну класификацију. Број корисника ове класификационе шеме не одражава њен стварни допринос у унапређењу библиотечких класификационих система.